# Dead Set (album)
Dead Set je koncertní album skupiny Grateful Dead. Album poprvé vyšlo 26. srpna 1981 u Arista Records. V roce 2006 vyšla reedice s bonusovým diskem u Arista Records a později, v roce 2008, u Rhino Records. Album vyšlo také jako součást box setu Beyond Description (1973-1989).

## Seznam skladeb
| Disk 1 | Disk 1                   | Disk 1                          | Disk 1 |
| Pořadí | Název                    | Autor                           | Délka  |
| ------ | ------------------------ | ------------------------------- | ------ |
| 1.     | Samson and Delilah       | trad., arr. Weir                | 5:02   |
| 2.     | Friend of the Devil      | Dawson, Hunter, Garcia          | 7:28   |
| 3.     | New Minglewood Blues     | trad., arr. Weir                | 4:41   |
| 4.     | Deal                     | Hunter, Garcia                  | 4:36   |
| 5.     | Candyman                 | Hunter, Garcia                  | 7:15   |
| 6.     | Little Red Rooster       | Dixon                           | 4:31   |
| 7.     | Loser                    | Hunter, Garcia                  | 5:45   |
| 8.     | Passenger                | Monk, Lesh                      | 3:21   |
| 9.     | Feel Like a Stranger     | Barlow, Weir                    | 5:41   |
| 10.    | Franklin's Tower         | Hunter, Garcia, Kreutzmann      | 5:22   |
| 11.    | Rhythm Devils            | Hart, Kreutzmann                | 4:02   |
| 12.    | Space                    | Hart, Kreutzmann, Lesh, Mydland | 2:29   |
| 13.    | Fire on the Mountain     | Hunter, Hart                    | 6:30   |
| 14.    | Greatest Story Ever Told | Hunter, Hart, Weir              | 4:04   |
| 15.    | Brokedown Palace         | Hunter, Garcia                  | 5:42   |

| Disk 2 (bonusový materiál na reedici v roce 2006) | Disk 2 (bonusový materiál na reedici v roce 2006) | Disk 2 (bonusový materiál na reedici v roce 2006) | Disk 2 (bonusový materiál na reedici v roce 2006) |
| Pořadí                                            | Název                                             | Autor                                             | Délka                                             |
| ------------------------------------------------- | ------------------------------------------------- | ------------------------------------------------- | ------------------------------------------------- |
| 1.                                                | Let It Grow                                       | Barlow, Weir                                      | 9:38                                              |
| 2.                                                | Sugaree                                           | Hunter, Garcia                                    | 9:51                                              |
| 3.                                                | C.C. Rider                                        | trad., arr. Weir                                  | 7:17                                              |
| 4.                                                | Row Jimmy                                         | Hunter, Garcia                                    | 10:14                                             |
| 5.                                                | Lazy Lightnin'                                    | Barlow, Weir                                      | 2:53                                              |
| 6.                                                | Supplication                                      | Barlow, Weir                                      | 5:50                                              |
| 7.                                                | High Time                                         | Hunter, Garcia                                    | 8:40                                              |
| 8.                                                | Jack Straw                                        | Hunter, Weir                                      | 6:17                                              |
| 9.                                                | Shakedown Street                                  | Hunter, Garcia                                    | 10:42                                             |
| 10.                                               | Not Fade Away                                     | Holly, Petty                                      | 4:50                                              |

## Sestava
- Jerry Garcia - sólová kytara, zpěv
- Bob Weir - rytmická kytara, zpěv
- Phil Lesh - basová kytara
- Brent Mydland - klávesy, zpěv
- Bill Kreutzmann - bicí
- Mickey Hart - bicí